# TNA 터닝 포인트
터닝 포인트(Turning Point)는 임팩트 레슬링이 주관하는 임팩트 플러스 먼슬리 스페셜이다.

## 터닝 포인트 개최된 곳
| 날짜             | 개최한 곳      | 경기장                | 관중수      | 메인 이벤트 |
| ---------------- | -------------- | --------------------- | ----------- | --- |
| 2004년 12월 5일  | 올랜도         | TNA 임팩트! 존        | 700         | 아메리카 모스트 원티드 (크리스 해리스 & 제임스 스톰) vs. 트리플 X (크리스토퍼 대니얼스 & 엘릭 스키퍼) (식스 사이드 오브 스틸 매치) |
| 2005년 12월 11일 | 올랜도         | TNA 임팩트! 존        | 900         | 제프 제럿 vs. 라이노 (NWA 월드 헤비웨이트 챔피언십)                                                                                |
| 2006년 12월 10일 | 올랜도         | TNA 임팩트! 존        | 900         | 사모아 조 vs. 커트 앵글 |
| 2007년 12월 2일  | 올랜도         | TNA 임팩트! 존        | 900         | 사모아 조 & 케빈 내시 & 에릭 영 vs. 더 앵글 얼라이언스 (커트 앵글 & A.J. 스타일스 & 톰코) (식스맨 태그팀 매치)                     |
| 2008년 11월 9일  | 올랜도         | TNA 임팩트! 존        | 1,100       | 스팅 vs. A.J. 스타일스 (TNA 월드 헤비웨이트 챔피언십)                                                                              |
| 2009년 11월 15일 | 올랜도         | TNA 임팩트! 존        | 1,100       | A.J. 스타일스 vs. 크리스토퍼 대니얼스 vs. 사모아 조 (TNA 월드 헤비웨이트 챔피언십, 트리-웨이 매치)                                 |
| 2010년 11월 7일  | 올랜도         | TNA 임팩트! 존        | 1,100       | 제프 하디 vs. 맷 모건 (TNA 월드 헤비웨이트 챔피언십)                                                                               |
| 2011년 11월 13일 | 올랜도         | 임팩트 레슬링 존      | 1,100       | 바비 루드 vs. A.J. 스타일스 (TNA 월드 헤비웨이트 챔피언십)                                                                         |
| 2012년 11월 11일 | 올랜도         | 임팩트 레슬링 존      | 1,100       | 제프 하디 vs. 오스틴 에리스 (TNA 월드 헤비웨이트 챔피언십, 래더 매치)                                                              |
| 2013년 11월 21일 | 올랜도         | 임팩트 레슬링 존      | 680         | 불리 레이 vs. 미스터 앤더슨 (노 디스퀄리피케이션 매치)                                                                             |
| 2015년 8월 19일  | 올랜도         | 임팩트 레슬링 존      | 1,100       | 이든 카터 lll vs. PJ 블랙 (TNA 월드 헤비웨이트 챔피언십)                                                                           |
| 2016년 8월 12일  | 올랜도         | 임팩트 레슬링 존      | 1,100       | 이든 카터 lll vs. 드류 갤로웨이 |
| 2019년 11월 9일  | 헤이즐턴       | 홀리 패밀리 아카데미  |             | 새미 캘러헌 vs. 브라이언 케이지 (임팩트 월드 챔피언십)                                                                             |
| 2020년 11월 14일 | 내슈빌         | 스카이웨이 스튜디오스 | 무관중 경기 | 리치 스완 vs. 새미 캘러헌 (임팩트 월드 챔피언십)                                                                                   |
| 2021년 11월 20일 | 선라이즈 매너  | 샘스 타운 라이브      |             | 무스 vs. 에디 에드워즈 (임팩트 월드 챔피언십, 풀 메탈 메이햄 매치)                                                                 |
| 2023년 10월 27일 | 뉴캐슬어폰타인 | 워커 액티비티 돔      |             | 에디 에드워즈 vs. 윌 오스프레이 |
| 2024년 11월 29일 | 윈스턴세일럼   | 벤턴 컨벤션 센터      |             | 닉 네메스 vs. 에디 에드워즈 (TNA 월드 챔피언십)                                                                                    |